# 1992 en Géorgie
Chronologie de la Géorgie
- 1988
- 1989
- 1990
- 1991
- 1992
- 1993
- 1994
- 1995
- 1996

Cette page recense des événements qui se sont produits durant l'année 1992 en Géorgie.

## Chronologie

### Janvier
- 6 janvier : Après deux semaines de combats dans les rues de Tbilissi, le Président Gamsakhourdia se retrouve obligé de quitter la Géorgie et se réfugie en Arménie après le refus de l'Azerbaïdjan de l'accueillir. Les leaders du coup d'Etat, Tenguiz Kitovani, Djaba Iosseliani et Tenguiz Sigoua, forment un Conseil militaire. Plus tard, Iosseliani avouera que Kitovani avait fait appel à des troupes soviétiques alors encore stationnées en Géorgie pour bombarder le Parlement.

- 16 janvier : Zviad Gamsakhourdia, de retour en Géorgie via Sokhoumi, appelle le peuple géorgien à se révolter contre la junte militaire établie à Tbilissi. Avec ses anciens fidèles, il proclame la « République de Mingrélie-Abkhazie », territoire géorgien supposé contenir la Géorgie occidentale.

- 19 janvier : Les autorités séparatistes d'Ossétie du Sud organisent un référendum sur le rattachement de la région à l'Ossétie-du-Nord-Alanie, en fédération de Russie. Le résultat final est, sans le vote des Géorgiens locaux, favorable à l'unification des deux Osséties.

- 29 janvier : Le gouvernement géorgien capture les derniers bastions forts des supporters de Zviad Gamsakhourdia. Désormais, les derniers « zviadistes » restent en Abkhazie. Cette nouvelle défaite de l'ancien président l'oblige à se réfugier en Itchkérie, république tchétchène en sécession de la Russie (dont l'indépendance avait été reconnue par Tbilissi en 1991).

### Février
- 6 février : à la suite d'un accord entre le gouvernement nationaliste abkhaze de Vladislav Ardzinba et le gouvernement central de Tbilissi, les troupes géorgiennes occupent Sokhoumi pour neutraliser le dernier bastion des fidèles de Zviad Gamsakhourdia en Géorgie.

- 21 février : Le Conseil militaire de Géorgie adopte la première Constitution du pays depuis l'indépendance de l'an dernier. Celle-ci est en fait la même que la Constitution de la République démocratique de Géorgie, adoptée en février 1921 à la veille de l'invasion russe.

### Mars
- 2 mars : Le Parlement nationaliste d'Abkhazie interdit toutes manifestations dans les rues de Sokhoumi et impose l'état d'urgence dans la capitale abkhaze. Cet acte a été notamment dirigé contre les Géorgiens locaux qui manifestent soit contre le gouvernement de Vladislav Ardzinba, soit pour supporter Zviad Gamsakhourdia.

- 10 mars : à la suite des demandes des dirigeants du Conseil militaire, Edouard Chevardnadze, ancien ministre des Affaires étrangères de l'URSS, débarque à Tbilissi pour diriger le pays. Il décrète la dissolution dudit Conseil militaire et proclame le Conseil d'État, composé de 50 personnes dont des représentants des minorités abkhazes et ossètes et dont il est fait président. Tenguiz Sigoua est nommé Premier ministre, Tenguiz Kitovani devient ministre de la Défense, tandis que Djaba Iosseliani, dirigeant du Mkhedrioni (faction paramilitaire) reçoit le ministère de l'Intérieur.

- 24 mars : Un jour après que la Communauté européenne fasse de même, les États-Unis d'Amérique, première puissance mondiale depuis la chute de l'Union soviétique, reconnaissent diplomatiquement l'indépendance de la République de Géorgie.

### Avril
- 21 avril : La Géorgie annonce la création d'un Comité spécial sur les affaires ethniques. Cette formation vient après les demandes de l'Occident sur le respect des minorités dans le pays.

### Mai
- 1er mai : Le Conseil d'Etat, après avoir annoncé la tenure d'élections législatives pour le 11 octobre, rallonge l'état d'urgence à Tbilissi pour près d'un mois, afin d'arrêter les fidèles de l'ancien président Zviad Gamsakhourdia.

### Juin
- 18 juin : Des villages géorgiens en Ossétie du Sud sont pilonnés par des avions de chasse appartenant à l'Armée de l'air de la fédération de Russie. Les combats reprennent parallèlement à Tskhinvali et Edouard Chevardnadze condamne l'intervention russe dans le conflit.

- 21 juin : Le vice-président russe Alexandre Routskoï accuse la Géorgie de perpétrer un « génocide » contre la minorité russe locale. En vrai, ce sont des dizaines de Géorgiens massacrés et expulsés dans les deux provinces sécessionnistes géorgiennes d'Abkhazie et d'Ossétie du Sud.

- 24 juin : Moscou et Tbilissi s'accordent pour proclamer un cessez-le-feu à Tskhinvali. Toutefois, malgré une rencontre entre Chevardnadze et Boris Eltsine, les combats continuent.

### Juillet
- 9 juillet : Le vice-premier ministre géorgien et plusieurs officiels du gouvernement en place à Tbilissi sont pris en otage par les forces de Gamsakhourdia en Géorgie occidentale. Les troupes géorgiennes posent un ultimatum aux Zviadistes qui menacent le gouvernement d'Edouard Chevardnadze.

- 14 juillet : à la suite d'un accord entre le gouvernement russe, l'État de Géorgie et Soviet Suprême d'Ossétie du Sud, une mission de maintien de la paix composée de soldats de la CEI, de séparatistes et de troupes géorgiennes est formée. La région de Tskhinvali est divisée en territoires loyaux à Tbilissi et contrôlés par Tskhinvali.

- 23 juillet : Le Parlement nationaliste abkhaze vote pour restaurer la Constitution de la République socialiste soviétique d'Abkhazie de 1925. Selon celle-ci, le territoire abkhaze est proclamé comme une république souveraine et indépendante vis-à-vis de la Géorgie. Les quelques Géorgiens siégeant audit Parlement boycottent la session, tandis que Tbilissi condamne l'acte. Deux jours plus tard, le leader abkhaze Vladislav Ardzinba déclare que la région ne fera pas sécession.

### Août
- 4 août : Tbilissi proclame la fin de l'état d'urgence sur la totalité de la Géorgie. En signe de « réconciliation nationale », le gouvernement d'Edouard Chevardnadze décide d'amnistier les prisonniers politiques, fidèles de Zviad Gamsakhourdia, emprisonnés durant la guerre civile ou les mois qui suivirent.

- 11 août : Le ministre géorgien des Affaires intérieures est enlevé et pris en otage par les supporters de Zviad Gamsakourdia, alors qu'il était en visite dans la région tumultueuse d'Abkhazie. Les autorités géorgiennes menacent qu'elles n'hésiteront pas à utiliser la force pour le faire libérer.

- 14 août : Après une opération militaire pour libérer les officiels géorgiens pris en otage par les Zviadistes depuis les deux derniers mois, les troupes géorgiennes dirigées par Tenguiz Kitovani entrent en Abkhazie pour neutraliser les puissances séparatistes. Kitovani, le ministre de la Défense, n'avait alors apparemment pas l'autorisation d'Edouard Chevardnadze. Un Conseil militaire dirigé par Jiouli Chartava est proclamé.

- 19 août : Après deux jours de combats qui firent pas moins de 50 morts dans les rues de Sokhoumi, le leader abkhaze Vladislav Ardzinba se réfugie à Goudaouta où il espère recevoir de l'aide de la base militaire russe sur place. Sokhoumi est occupé provisoirement par les forces géorgiennes. Le combat s'étend bientôt dans le reste de l'Abkhazie.

- 31 août : sous les auspices de la Russie (qui a peur des actions des groupes musulmans ciscaucasiens), un premier cessez-le-feu est signé entre forces séparatistes abkhazes et géorgiennes. La situation est éphémèrement gelée, mais les combats reprendront bientôt.

### Septembre
- 5 septembre : en raison des renouveaux des combats en Abkhazie, la Russie fait signer aux deux camps un nouveau cessez-le-feu. D'après celui-ci, les troupes géorgiennes restent dans la région séparatiste, tandis que la Russie s'assure de ne pas laisser les Nord-Caucasiens intervenir dans les conflits. Des gardes-frontières entre l'Abkhazie et la Russie sont alors déployés.

- 17 septembre : la Mission d'observation des Nations unies en Géorgie est déployée pour la première fois dans le sud de l'Abkhazie. Elle y restera jusqu'en juillet 2009, quand la Russie posera son veto au renouvellement de la mission.

- 25 septembre : la Douma russe dénonce l'utilisation de la violence par les troupes géorgiennes en Abkhazie. Moscou coupe par la même occasion ses livraisons d'armes à Tbilissi. Le Parlement géorgien, en réponse, condamne l'intervention de la Russie dans les affaires intérieures de la Géorgie.

### Octobre
- 1er octobre : les forces abkhazes aidés par les troupes de la Confédération des Peuples des Montagnes du Nord-Caucase (CPMNC), brisent le cessez-le-feu apporté une semaine auparavant par la Russie et commencent à faire une offensive sur la ville de Gagra. C'est le début de la bataille de Gagra.

- 6 octobre : les troupes géorgiennes quittent la ville de Gagra après six jours de bataille. Cette victoire des séparatistes est la première défaite de l'armée géorgienne en Abkhazie. À partir de ce moment, les forces géorgiennes, fortes de 40 000 hommes, ne feront que reculer.

- 11 octobre : le parti d'Edouard Chevardnadze est élu avec 95 % à la majorité au Parlement géorgien. Chevardnadze est même choisi comme Président du Parlement et une sorte de république parlementaire est mise en place. En raison des conflits armés dans ces régions, neuf districts en Abkhazie et en Ossétie du Sud ne participent pas aux élections.

### Novembre
- 19 novembre : un troisième cessez-le-feu est signé entre la Géorgie et les séparatistes abkhazes. Ce court arrêt des combats permet aux troupes russes de quitter Sokhoumi. Pendant ce temps, les combats continuent, notamment dans le sud de la région.

### Décembre
- 3 décembre : l'Organisation pour la sécurité et la coopération en Europe forme une mission d'observation dans la zone de conflit d'Ossétie du Sud. Elle s'occupera de la bonne division des territoires entre Tbilissi et Tskhinvali.

- 14 décembre : un hélicoptère russe transportant des évacués de la ville de Tkvartcheli (assiégée par les forces géorgiennes depuis novembre) est abattu. Toutes les personnes à bord (65 âmes, dont plusieurs civils) sont tués dans l'accident. La Géorgie nie toute implication dans l'incident et accuse la Russie de fournir les Abkhazes en armes et en munitions à l'aide des hélicoptères humanitaires.